# Барібан Володимир Платонович
Володимир Платонович Барібан (8 лютого 1923, село Буша, тепер Ямпільського району Вінницької області — ?, місто Дрогобич) — український радянський партійний діяч, 1-й секретар Дрогобицького міськкому КПУ.

## Біографія
Народився в бідній селянській родині.
З березня 1944 по березень 1947 року — в Радянській армії, учасник німецько-радянської війни. Служив у 490-му мінометному полку 2-го Українського фронту. Потім — у штабі 73-го стрілецького полку 2-го Українського фронту (Прикарпатського військового округу), був особистим водієм командувача артилерії 52-ї армії.
Після демобілізації працював механіком та головним механіком будівельного управління в місті Дрогобичі.
Освіта вища. Член КПРС з 1958 року.
У 1961—1962 роках — начальник Дрогобицького будівельного управління № 41 Львівської області.
У 1962 — березні 1967 року — начальник Дрогобицького управління механізації № 46, начальник Дрогобицької бази механізації.
20 березня 1967 — вересень 1968 року — 1-й заступник голови виконавчого комітету Дрогобицької міської ради депутатів трудящих Львівської області.
У вересні 1968 — 9 грудня 1969 року — 2-й секретар Дрогобицького міського комітету КПУ Львівської області.
9 грудня 1969 — 26 серпня 1985 року — 1-й секретар Дрогобицького міського комітету КПУ Львівської області.
З серпня 1985 року — на пенсії в Дрогобичі.

## Звання
- майор
- підполковник

## Нагороди
- орден Леніна (.02.1974)
- орден Дружби народів (.04.1981)
- орден Вітчизняної війни І-го ст. (6.04.1985)
- ордени
- медаль «За відвагу» (7.05.1970)
- медаль «За перемогу над Німеччиною у Великій Вітчизняній війні 1941—1945 рр.» (1945)
- медалі
- Почесна грамота Президії Верховної Ради Української РСР (4.02.1983)